# ریچارد رمر
ریچارد رمر (انگلیسی: Richard Remer; ۲۱ ژوئن ۱۸۸۳ – ۱۸ ژوئیهٔ ۱۹۷۳) ورزشکار دو و میدانی اهل ایالات متحده آمریکا بود.